# Ufficiale pilota

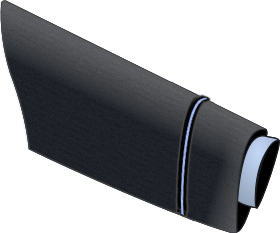
Distintivo di grado per paramano

Ufficiale pilota (inglese: Pilot officer), è un grado della Royal Air Force, il cui codice NATO è OF-1, che colloca questo grado al di sopra del Vice ufficiale pilota, e al di sotto del sottotenente di squadriglia ed è l'equivalente del grado di secondo tenente del British Army e del corpo dei Royal Marines e del grado di midshipman (aspirante guardiamarina) della Royal Navy. Il grado corrisponde nella maggior parte delle forze armate (esercito e aeronautica o fanteria di marina) a quello di sottotenente o secondo tenente. Nell'Aeronautica Militare Italiana il grado corrispondente è sottotenente pilota.
È inoltre la denominazione di tutti i gradi di Ufficiale con la qualifica di pilota.

## Commonwealth e altri Paesi
Il grado di Pilot officer (abbreviato come Plt Off nella RAF, in PLTOFF nella RAAF e nella RNZAF e precedentemente a volte in F/O), oltre che nella Royal Air Force, è usato nelle forze aeree di molti paesi del Commonwealth o che hanno avuto una forte influenza storica britannica, e a volte viene anche usato come traduzione in inglese di livello equivalente in paesi che hanno una struttura gerarchica specifica per l'aeronautica non di lingua inglese. Il grado è usato anche nella Bangladesh Air Force, nella Namibian Air Force, nella Pakistan Air Force e nella Sri Lanka Air Force.

## Canada
La Royal Canadian Air Force nonostante il Canada faccia parte del Commonwealth ha utilizzato il grado di Pilot Officer fino all'unificazione delle tre forze armate del 1968, quando l'aeronautica adottò il sistema di gradi dell'esercito. Il grado di Pilot Officer divenne second lieutenant in lingua inglese e sous-lieutenant d'aviationin lingua francese. In precedenza la denominazione del grado era Pilot Officer in inglese e Sous-lieutenant d'aviation in francese.

## India
Il grado non è più in uso da tempo nella Indian Air Force dove i cadetti al termine del loro eddestramente entrano in servizio con il grado di flying officer.

## Grecia
Nella Polemikí Aeroporía, l'aeronautica militare il grado è Ufficiale pilota (greco: Ανθυποσμηναγός; traslitterato: Anthyposminagós) che è il grado più basso tra gli ufficiali dell'aeronautica greca.

## Galleria d'immagini

distintivo per paramano di Pilot officer della Royal Australian Air Force
distintivo per paramano di anthiposminagos della Polemikí Aeroporía
distintivo per paramano di Pilot officer della Namibian Air Force
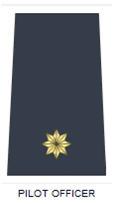
distintivo per paramano di Pilot officer della Pakistan Air Force